# Покровское (городской округ Янтарный)
Покро́вское (до 1946 года Зоргенау, нем. Sorgenau) — посёлок в Янтарном городском округе Калининградской области.

## История
До 1946 года населённый пункт Зоргенау входил в состав Восточной Пруссии.
14-15 апреля 1945 года батальон под командованием гвардии капитана, командира пулеметной роты 82-го гвардейского стрелкового полка, Героя Советского Союза Андреева Михаила Александровича прорвал оборону противника в районе Зоргенау.
В ночь с 25 на 26 апреля 1945 года из района Зоргенау флотские железнодорожные артиллерийские батареи осуществляли поддержку десанта на косу Фрише-Нерунг, артиллерийским огнём отсекали района высадки десанта от войск противника.
С 1945 года в составе РСФСР, СССР. В 1946 году Зоргенау был переименован в посёлок Покровское.

## Население
| 2002 | 2010 |
| ---- | ---- |
| 481  | ↗579 |

## Транспорт
Через посёлок ходят автобус 120 до Калининграда и автобус 587 «Балтийск-Зеленоградск».